# 大野ダム (京都府)
大野ダム（おおのダム）は、京都府南丹市美山町樫原、一級河川・由良川本流上流部に建設されたダムである。
高さ61.4メートルの重力式コンクリートダム。由良川の治水と出力1万1,000キロワットの水力発電を目的とした由良川総合開発事業の一環として内務省、後に建設省近畿地方建設局（現在の国土交通省近畿地方整備局）により計画・施工された京都府内初の多目的ダムであり、完成後は京都府に管理が移管された。ダムによって形成された人造湖は虹の湖（にじのみずうみ）と呼ばれ京都丹波高原国定公園に指定されているほか、北桑田郡美山町（現・南丹市）の推薦により財団法人ダム水源地環境整備センターが選定するダム湖百選に選ばれている。なお、同名のダムが北海道北斗市、岩手県九戸郡洋野町、山梨県上野原市にも存在する。

## 地理

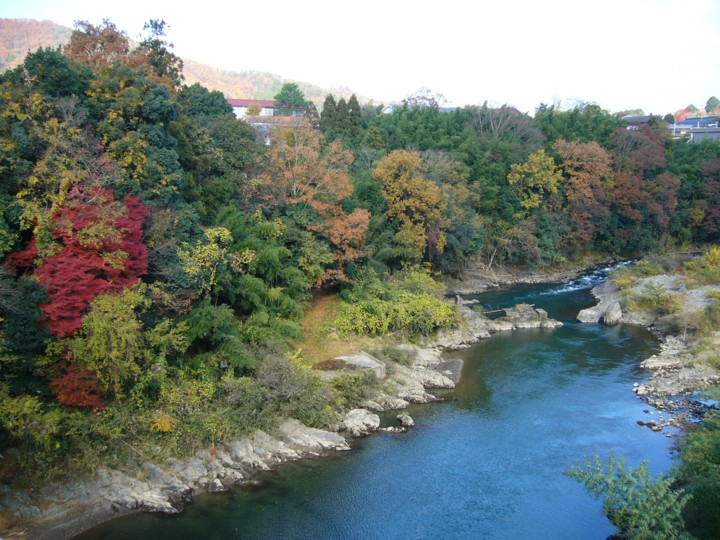
綾部市山家付近を流れる由良川。由良川の大半は山地を流れる。

ダムが建設された由良川は京都府北部を流域に持つ府北部最大の河川である。京都・滋賀府県境の三国岳付近に水源を発し、京都大学芦生原生林を通過して以後南丹市を西に流れダム地点を通過後船井郡京丹波町で高屋川を合わせると北西に流路を変え綾部市を貫流。福知山市内に入り福知山城付近で土師川を合流すると流れを北から北東へ向け山間部を流れ、宮津市と舞鶴市の市境にて若狭湾に注ぐ。流路延長約140キロメートル、流域面積約1,880平方キロメートルの河川であり流域面積は京都府面積の約37パーセントを占める。由良川には大野ダムのほか和知ダム、由良川ダムが本流に建設されているが、大野ダムは最上流部に位置する。
なお、ダム建設当時の所在自治体は北桑田郡大野村であり、その後昭和の大合併を経て北桑田郡美山町となったが平成の大合併で周辺自治体と合併し、現在は南丹市となっている。ダムの名称は旧大野村が所在地であったことから、所在地名を採って命名されている。

## 沿革
大野ダムは戦前より計画され、戦争による中断を経て事業が再開された。以下建設開始までの沿革について記す。

### ダム事業の開始

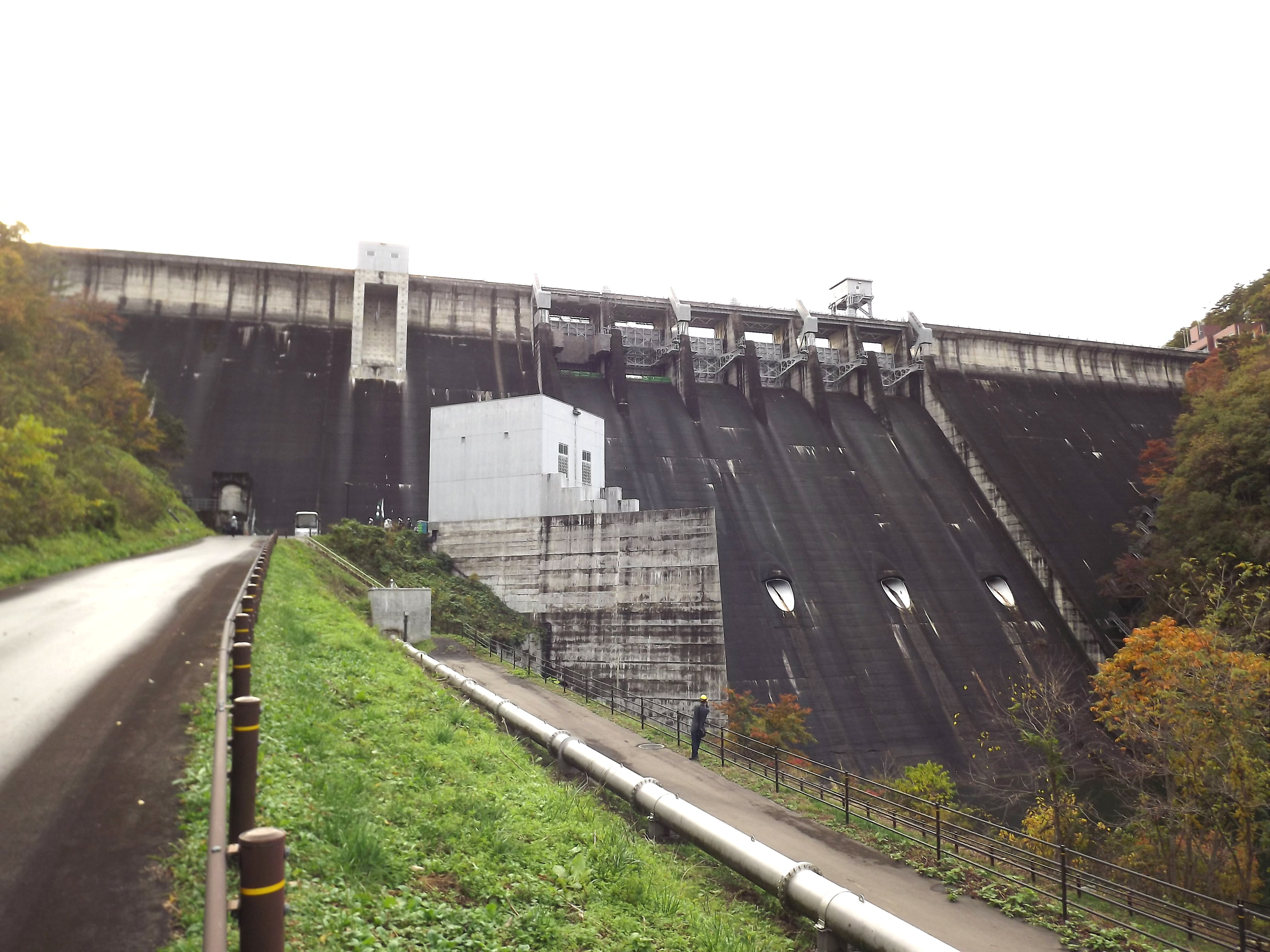
大野ダムと同時期に内務省により計画された田瀬ダム（猿ヶ石川）。1954年（昭和29年）完成。

1925年（大正15年/昭和元年）に当時東京帝国大学教授・内務省土木試験所所長職にあった物部長穂が提唱した河水統制計画案は内務省内務技監であった青山士（あきら）によって採用され国策となり、1937年（昭和12年）に予算化された。これにより日本各地で多目的ダムによる河川開発が計画されるようになり、青森県の沖浦ダム（浅瀬石川）を皮切りに香川県の長柄ダム（綾川）、山口県の向道ダム（錦川）などが計画・施工され1940年（昭和15年）には向道ダムが日本で初めて完成、供用された。
当初は都道府県単位で実施された河水統制事業は1941年（昭和16年）より内務省直轄としても計画されるようになり、その第一弾として岩手県の田瀬ダム（猿ヶ石川）、宮城県の釜房ダム（碁石川）、兵庫県の猪名川ダム（猪名川）そして由良川のダム事業が内務省直轄事業として計画・着手され、ここに大野ダム計画が成立する。由良川は流域の89パーセントを山地で占めており、平地は中流部の福知山盆地程度である。しかも福知山より下流は再び両岸が山地となりそのまま河口まで山地を貫流する河川形状となっている。また福知山市は桂川の亀岡市や北上川の岩手県一関市、筑後川の大分県日田市、球磨川の熊本県人吉市などと同様に大雨が降ると洪水が下流狭窄部で堰き止められて盆地内に湛水するありさまとなり、古くより洪水常襲地帯として再三被害を受けていた。これに対して由良川の河川改修事業は堤防の整備が主体だったものの、わずかな平地で利用される農地をつぶすことになるため整備が行いにくく福知山市周辺で堤防が建設されていた程度であり、綾部市などでは全く整備が遅れていて原始の河川形態であった。根本的な治水対策を図るためにダム計画がクローズアップされ、大野ダムは1943年（昭和18年）より内務省により着手された。

### 海軍の介入と中断

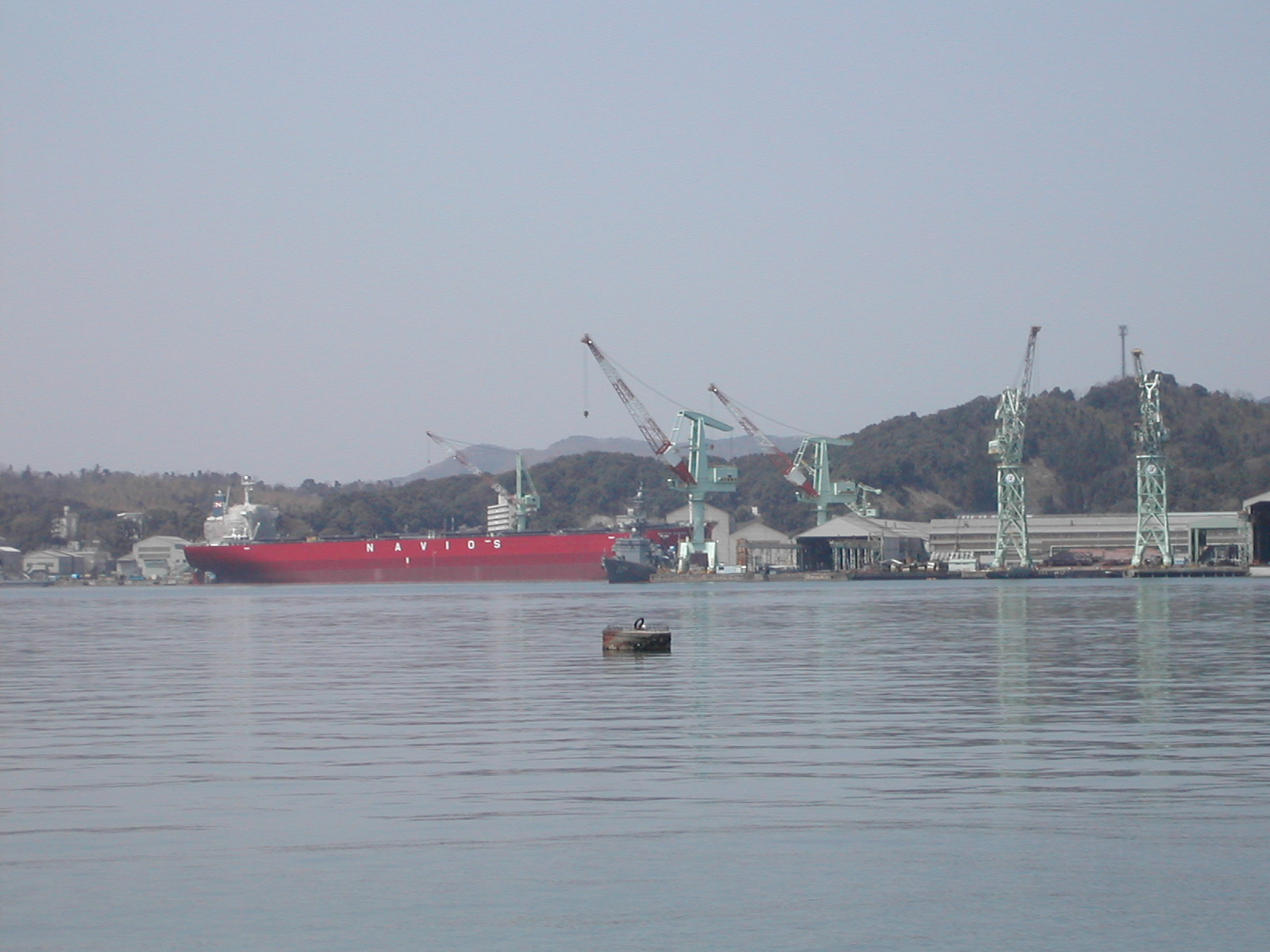
舞鶴市にあるジャパン マリンユナイテッド舞鶴事業所。戦前同地に舞鶴海軍工廠があり、大野ダムの電力を利用する計画であった。

大野ダム計画が構想されていた時期は太平洋戦争に突入する時期でもあり、本来地域開発に貢献するはずのダム事業も軍部の意向でその目的が捻じ曲げられる事例が発生していた。神奈川県の相模ダム（相模川）では横須賀海軍工廠への電力・水道供給を求める大日本帝国海軍の意向が強く表れ、ダム建設に反対する水没予定地住民に対し小磯国昭、荒木貞夫、杉山元など大日本帝国陸軍首脳が海軍と共に陸海軍合同観兵式を相模川で挙行して反対住民に圧力を掛けた。また田瀬ダムでは大船渡市の人工ハイオクガソリン工場製造のための電力供給目的を追加するよう海軍が迫り、広島県の二級ダム（黒瀬川）では呉海軍工廠への電力・水道供給を目的とするため海軍がダム事業者として参入するなど、戦時体制遂行のため軍部はなりふり構わず河川行政に介入していた。また1939年（昭和14年）には電力管理法に基づき日本発送電が誕生し、1941年には配電統制令も発令されたことで電力会社は9配電会社に強制的に吸収された。こうして河川事業と密接に関わる水力発電事業も国家管理が行われ、河水統制事業は事実上軍部に掌握されつつあった。
大野ダムもこの例に漏れず、軍部の意向が計画に反映されていた。由良川下流部には舞鶴市があるがこの地には横須賀・呉・佐世保と並ぶ海軍の枢要な施設である舞鶴海軍工廠があり、工廠への電力供給は戦時体制遂行の上で重要な案件であったことから海軍は大野ダムを利用した水力発電事業で舞鶴海軍工廠への電力供給を内務省に求めた。このため当初由良川の治水目的を主眼に置いた大野ダム計画は海軍の介入によって水力発電目的を主目的とされてしまい、治水は副次的な目的に摩り替えられた。なお、当時計画された大野ダムの規模は現在のダム地点より下流200メートルの地点に、高さ69メートルの重力式コンクリートダムを建設するものであった。
以上の経緯により大野ダムは治水と水力発電を目的にした多目的ダム事業として着手され基礎岩盤の掘削工事が開始されるが、太平洋戦争の戦局は次第に日本不利となりあらゆる物資が不足。ダム事業の遂行も次第に困難となり1944年（昭和19年）には小磯内閣が決戦非常措置要項を発して全ての物資を戦争に動員する方針としたことで建設資材が欠乏、日本各地のダム事業は軒並み中断に追いやられた。大野ダムはこうした中でも舞鶴海軍工廠への電力供給という目的があったため事業が進められたが、1945年（昭和20年）日本の敗戦によりダム事業は中断となった。

### ダム事業の再開
日本の敗戦により舞鶴海軍工廠への電力供給という最大の目的が喪失した大野ダムは、極端な物資不足も相まって終戦後事業は白紙状態となった。しかし由良川の河川改修はダム計画成立前よりもひどくなっていた。河川改修が全く進捗しないだけでなく戦中の森林乱伐によって由良川上流の森林は破壊され、保水力は極端に低下していた。このため治水安全度は皆無に近い状況の中で1945年10月由良川流域を集中豪雨が襲い、福知山市より下流では屋根にまで達する床上浸水の被害が多発した。
この洪水を機に由良川水系の治水計画が再検討され、洪水時に記録した最大流量を計画高水流量として河川改修を進める方針が内務省解体後河川行政を継承した建設省によって立てられた。福知山市地点の計画高水流量を毎秒4,100立方メートルとして新規治水事業で毎秒3,100立方メートルに抑制する由良川改修全体計画が1947年（昭和22年）に定められた。この計画で堤防整備に加え一旦白紙になった大野ダム計画が持ち上がり、ダム地点の計画高水流量毎秒2,000立方メートルをダムで毎秒600立方メートル洪水調節して下流には毎秒1,400立方メートルに抑制する方向で検討され、合わせて戦後の電力不足解消を図るため水力発電も従来通り付加することとし、調査の結果最大で1万1,000キロワットの発電がダムによって可能と判断されたことで洪水調節と水力発電の二目的を以ってダム計画が1949年（昭和24年）に再度浮上した。
ところが、淀川を始め近畿地方の河川に致命的な氾濫をもたらした1953年（昭和28年）9月の台風13号は由良川を再度暴れさせた。この時の洪水は福知山市で由良川改修全体計画で定めた計画高水流量を大幅に上回る毎秒6,500立方メートルの洪水となり、由良川流域だけで死者・行方不明者120名、家屋流失・全壊3,013戸と福知山市や綾部市などに再び甚大な被害を与えた。台風13号の被害を受け由良川改修計画は再検討を余儀なくされ、福知山市での計画高水流量を台風13号時に記録した毎秒6,500立方メートルに高直しした上で大野ダムはダム地点の計画高水流量を毎秒2,400立方メートルと毎秒400立方メートル上積みし、ダムの洪水調節量を毎秒1,000立方メートルと拡大させて下流へは従来計画と同じ流量に抑制する方針とした。こうした経緯を踏まえて大野ダムは改めて多目的ダム事業として計画が整い国直轄ダム事業として1951年（昭和26年）10月より建設省近畿地方建設局より計画構想が発表され、1954年（昭和29年）には工事事務所が発足しダム建設に必要な資料を収集する実施計画調査が開始された。

## 補償
大野ダムは1951年に現在の規模でのダム計画構想が発表されたが、ダム建設に伴い北桑田郡大野村と宮島村で39戸39世帯の住民が移転を余儀なくされ、水田56ヘクタール、畑地5ヘクタール、山林107ヘクタールが水没する。計画発表に先立ち京都府を始め福知山市など由良川沿岸自治体は京都府由良川改修工事期成同盟会を6月に立ち上げ大野ダム建設を強力に推進したが、ダム建設により故郷を失うことを察知した地元住民は8月には大野ダム被害者同盟を結成してダム建設に対し強硬な反対姿勢を示した。
以後地元のダム建設絶対反対姿勢は貫徹され、1952年（昭和27年）9月の建設省による補償基準説明を地元は拒絶。翌1953年6月には第1回水没補償説明会を開催するも地元の意思は固く、台風13号による由良川大水害を経てもなお地元の反対運動は継続する。当時京都府知事であった蜷川虎三は台風13号による京都府の惨状を見て大野ダム建設促進を図るべく地元住民への説得に乗り出すが、故郷を失うかもしれないという瀬戸際に立たされていた住民はこれを拒絶した。蜷川は由良川治水事業の根幹である大野ダム建設は不可避と考えていたが、地元住民の意向も無視できず双方が円満に収まることを目指し以後積極的に建設省・下流自治体と地元間の仲裁を図る。
下流自治体は台風13号の甚大な被害を受けていたこともあり大野ダム建設を切に要望しており、建設省も地元の反対に関わらず大野ダムは建設すると強硬な姿勢を見せていた。蜷川は1952年5月20日の期成同盟会で大野ダム建設の必要は認めながら住民の犠牲は最小限に抑えるべきであり、建設省は移転住民に対して十分な補償を講じるべきだという意見を述べた。また1953年12月6日大野村立大野小学校で住民200名が参加して開催された地元説明会で蜷川は住民の生活基盤を失わせないため国には十分な補償を行わせると同時に府としても農業経営基盤確保のための対策を講じると説明。移転住民が不利益を受けないよう京都府が協力することを約束した。
1954年に入ると地元の態度も次第に軟化、2月に宮島村民大会でダム反対決議が採択されたものの地元と下流自治体との懇談会などを経て12月にはダム建設のための地元立入調査がようやく認められ、実施計画調査が開始された。1955年（昭和30年）に大野・宮島両村が合併し美山町が発足するがこの間も蜷川は反対する地元住民と建設省間を仲介、地元が損害を受けないように様々な地元振興策を提案した。こうした蜷川の姿勢が反対住民の心を動かし、1956年（昭和31年）4月被害者同盟は「絶対反対」の方針を撤回し「条件闘争」に対応を変更した。これについて大野ダム被害者同盟会長であった上原義太郎は京都新聞のインタビューに対し以下のような心情を吐露している。
蜷川の誠意が移転住民をして「条件闘争」に方針転換させた。京都府は6月に連絡事務所を設置して補償交渉を円滑にする対策を強化、12月8日には地元住民との補償交渉が開始され31日大晦日に全員妥結するが、前日の蜷川と建設省近畿地方建設局長間の最終折衝で蜷川が移転補償額とクリの補償額を地元要求額に近づける額にすることを建設省側に認めさせたことが妥結の大きな理由となった。翌1957年（昭和32年）12月には漁業補償が、さらに翌1958年（昭和33年）3月には公共補償が妥結して7年にわたる補償交渉は全て妥結完了し、11月被害者同盟は解散した上で地域振興促進を目指す大野ダム地域振興協議会へと改組した。この間京都府からは協定感謝金、下流自治体からは見舞金が別に払われた。
京都府は移転住民を始めダムに関連する農家350戸を対象に「営農5ヵ年計画」を提示して移転前よりも農業経営を振興させる様々な方策を採った。新規農地造成だけでなく丹波牛肥育による酪農の導入、茶畑造成と製茶工場建設、養鶏場整備、シイタケやワサビといった新規農作物の育成などが主なものである。1959年（昭和34年）には酪農組合・茶業組合が結成され地元は新たな農業の育成へと歩みだした。またダムによって形成される人造湖の観光への活用も図られてゆく（後述）。大野ダムは1961年（昭和36年）5月に完成するが、1941年の計画構想から実に20年、戦後本格的な建設構想が発表されてからは10年という長い年月を経ての完成であった。蜷川の補償問題に対する考えは「どこまでも被害者は被害者でないようにしたい」という理念で一貫しており、補償交渉妥結に与えた影響は大きい。さらにこの蜷川の理念は日吉ダム（桂川）建設における林田悠紀夫京都府知事（当時）の対応にも受け継がれ、日吉ダムは現在京都府有数の観光地として賑わいを見せている。大野ダム補償交渉における京都府の姿勢は1974年（昭和49年）に制定された水源地域対策特別措置法の理念に近く、建設省の姿勢が原因で当時反対運動が激化していた熊本県の下筌ダム（津江川）における蜂の巣城紛争や群馬県の八ッ場ダム（吾妻川）とは対照的であった。

## 目的

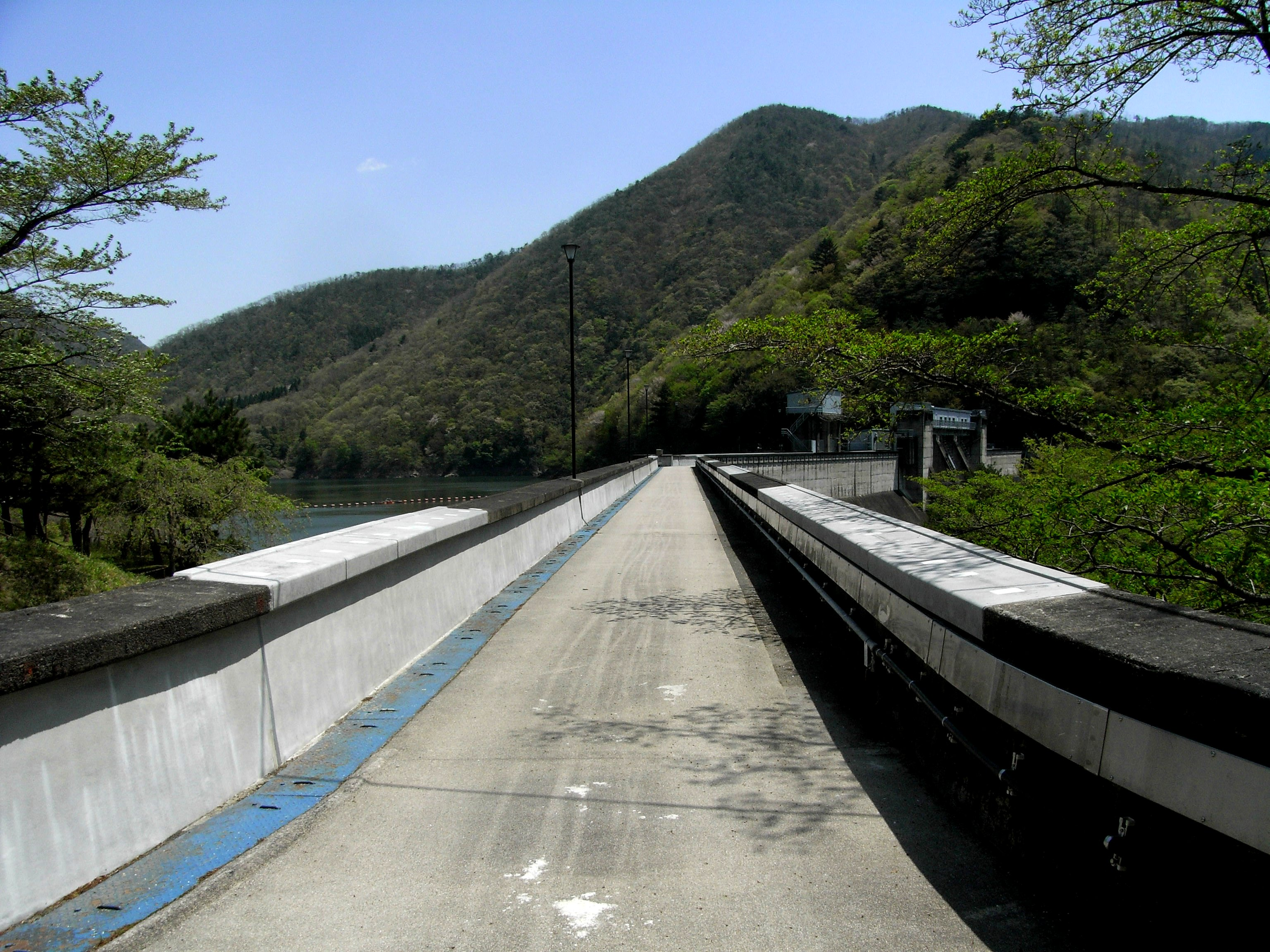
右岸から見た大野ダム。堤体が折れ曲がっているのが分かる。

大野ダムは1957年11月より本体工事に着手した。ダム地点の地質は秩父古生層であり粘板岩とチャートが互いに層を成している。重力式コンクリートダムとしては問題ない地盤であるが右岸は河岸段丘となっている。このため洪水を放流するための洪水吐きは左岸に偏っているほか、堤体右岸部は折れ曲がっており上空から見るとひらがなの「へ」の字になっているのがダム本体の特徴となっている。高さは戦前の69メートルから由良川改修全体計画において67メートルとなり、最終的に現在の61.4メートルに低く抑えられた。また洪水を放流するゲートは当初計画高水流量に近い洪水時に使用する非常用洪水吐きが2門、通常の洪水時に使用する常用洪水吐きが3門設置される予定であったが、最終的に非常用洪水吐きが1門増設された。
本体工事に使用する各種プラントは奈良県にある猿谷ダム（熊野川）で使用したものを再利用しており、事業費の圧縮に貢献している。1961年11月にダムは総事業費約29億3,093万円を以って完成するが翌1962年（昭和37年）3月、ダムの管理は建設省から京都府に移管されて現在に至る。国から管理が地方自治体に移管された多目的ダムとしては大野ダムのほか秋田県の鎧畑ダム（玉川）と皆瀬ダム（皆瀬川）、宮城県の大倉ダム（大倉川）、高知県の永瀬ダム（物部川）などがある。大野ダムの目的には洪水調節と水力発電の二つがある。

### 洪水調節

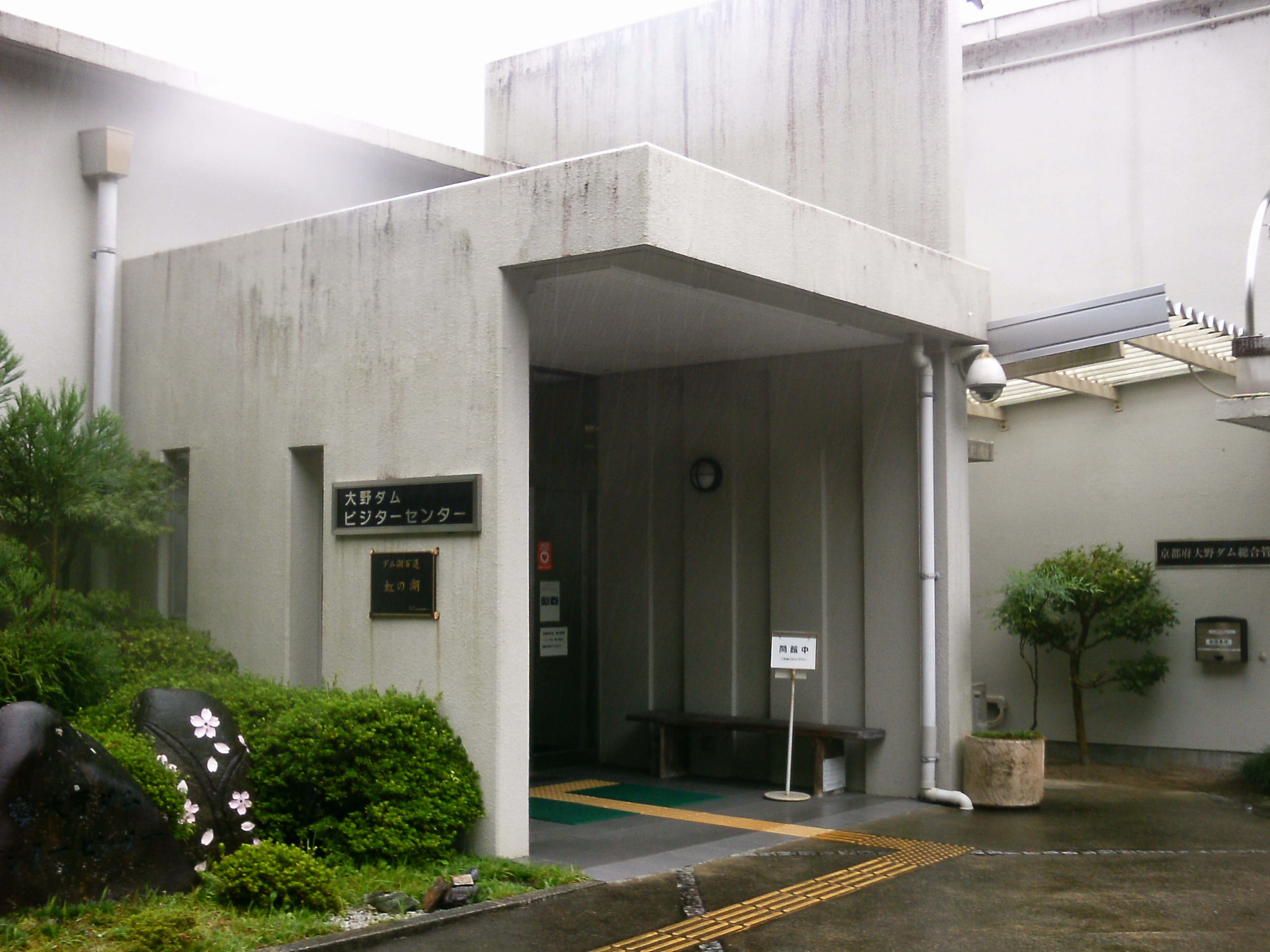
ビジターセンター

最大の目的である洪水調節は先述の通り1953年の台風13号による洪水を計画高水流量とし、ダム地点における計画高水流量毎秒2,000立方メートルから毎秒1,000立方メートルを調節し、下流には毎秒1,400立方メートルへと流量を抑制する。これに堤防などの河道改修を組み合わせて治水基準点の福知山市における計画高水流量毎秒6,500立方メートルを毎秒5,600立方メートルに抑制する。ダム地点より調節後の流量が少ないのは、ダム下流の支流より注ぐ流量分を加味しているためである。由良川水系において治水目的を有する既設ダムは大野ダムと畑川ダム（畑川、2012年竣工）、栗柄ダム（建設時の名称は西紀ダム、滝の尻川、2013年竣工）がある。大野ダム下流で由良川に合流する高屋川、上林川、土師川など主要支流にはダムが建設されていない。
こうした状況の中、2004年（平成16年）10月に京都府を襲った台風23号は由良川流域に平均292.6mmの大雨を降らせ由良川本流・支流が増水し、舞鶴市で堤防が決壊するなどして大きな被害をもたらした。大野ダムでは流入量が毎秒1,186立方メートルに達し、ダムは毎秒723立方メートルを放流して毎秒463立方メートルの洪水量を調節した。しかし豪雨のピークがこの時二度の山となって襲ったためダム湖は洪水で満杯となり、これ以上水位が超えるとダム本体から洪水が越流して危険な状態になるサーチャージ水位まで残り2メートルの所まで迫っていた。通常であればダム本体の決壊という最悪の事態を避けるため放流量を流入量と同等になるように増やしていく、いわゆるただし書き操作が実施されるのがダム放流操作の鉄則となっており、大野ダムの操作規程にも明記されていた。ところが10月20日夜由良川下流の舞鶴市を通る国道175号を走行していた観光バスが由良川の増水で立ち往生し、増水により乗客37名がバスの屋根に避難する事態が発生、ダム管理事務所にも一報が入った。このため人命救助を最優先とするため京都府副知事の指示により洪水でダムがあふれる直前の限界まで貯水し、放流を抑制する対応を取った。この結果翌21日に乗客37名は無事救助されたが、仮に放流量を増やした場合は37名の乗客が濁流に飲み込まれ、逆に放流を抑制したままであればダムから洪水が越流する危険性が極めて高かった。際どい放流操作ではあったが管理側の英断により37名の命が失われずに済んでいる。
人命救助を理由にダムの放流操作を制限した例としては1968年（昭和43年）8月岐阜県加茂郡白川町の国道41号で発生した飛騨川バス転落事故において、救助のため直上流にある上麻生ダム（飛騨川）の放流を断続的に停止した中部電力の例がある。

### 水力発電

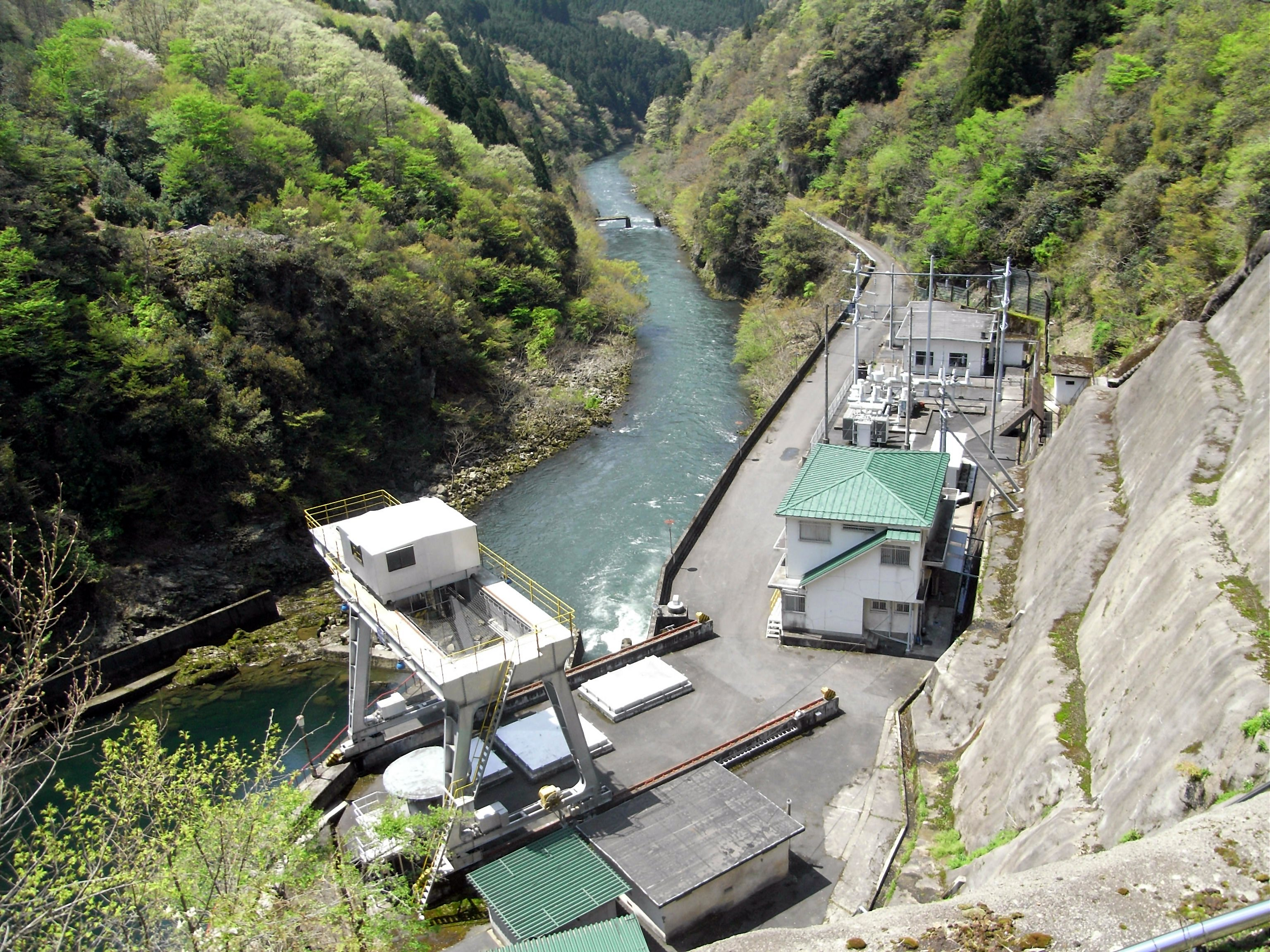
大野発電所。ダム直下にあるが発電所は地下に建設されている。

由良川水系では1917年（大正6年）に支流の宮川で運用開始された内宮発電所（210キロワット）が現存する最古の水力発電所である。大野ダムでは先述の通り舞鶴海軍工廠への電力供給を求める海軍の意向で水力発電目的が追加されたが、戦後事業を再開する際にもそのままダムの目的として残った。理由としては戦時中の空襲や発電設備の酷使で減衰した電力供給に対して、戦後民需への使用制限が解除されたことによる爆発的な需要増大で需給バランスが崩壊し発生した深刻な電力不足を解消するためであり、河水統制事業を改組した河川総合開発事業において水力発電事業が多く実施されていた。
ダムを取水元とする大野発電所は認可（最大）出力1万1,000キロワット、常時出力800キロワットのダム式発電所であり由良川水系最大の水力発電所である。発電所は地下に建設されており、立軸カプラン水車と同期発電機が各1基据え付けられている。発生した電力は京都府北部の家庭に供給される。この後由良川水系では本流に1968年和知ダムと和知発電所（5,700キロワット）、1991年（平成3年）に新由良川発電所（4,900キロワット）が運用を開始して由良川水系の水力発電開発は終了する。なお由良川水系の水力発電所6箇所中5箇所は関西電力所有であるが、大野発電所のみ京都府営の発電所である。

## 虹の湖
大野ダム完成によって誕生した人造湖は、1960年（昭和35年）11月に虹の湖と命名された。春にはサクラ、秋には紅葉が湖畔を彩り名所として知られているがこれは虹の湖が命名される8か月前の1960年3月にサクラとモミジが2,500本植樹されたのが端緒となる。(京都府景観資産 2012年登録)。大野ダムの水没補償交渉が妥結して被害者同盟が解散、大野ダム地域振興協議会が結成されて美山町の地域振興策が様々実施されていた中での植樹であった。毎年4月にはさくら祭り、11月にはもみじ祭りが開催されるが多くの観光客で賑わい、地域振興策として行われた植樹は町の活性化に一役買っている。湖畔周辺には遊歩道が整備され散策ができるほか、大野ダム公園がありアウトドア施設が整備されている。またビジターセンターや美山虹の湖アートギャラリーといった施設もある。また2002年（平成14年）には読売新聞大阪本社の選定による遊歩百選に虹の湖周辺はかやぶきと虹の湖として選定されている。2016年（平成28年）3月には京都丹波高原国定公園の指定を受けた。
ダム・虹の湖周辺には1650年に建築された年代が確認できる日本最古の農家住宅で国の重要文化財にも指定されている石田家住宅やかやぶきの里・北村といった伝統的住宅群、江戸時代初期の陶工である野々村仁清の生家といった歴史的な観光スポットもある。また虹の湖ではブラックバス釣りが盛んで、50センチメートル以上の大物も釣れることから多くのバス釣り愛好家が訪れる。湖へのボート持込みは禁止されているため、レンタルボートの利用が行われている。なお、青森県黒石市にある浅瀬石川ダム（浅瀬石川）の人造湖も虹の湖という名称である。
大野ダム・虹の湖へは公共交通機関ではJR西日本・山陰本線和知駅下車後南丹市営バスで15分程の行程である。自家用車では京都縦貫自動車道・京丹波わちインターチェンジ下車後約20分で到着する。